# 皮爾金頓集團股份
皮爾金頓集團股份有限公司，簡稱皮爾金頓集團股份、皮爾金頓集團，以及皮爾金頓（英語：Pilkington Group Limited），現時為日本板硝子旗下公司，在1826年由多名投資者於英國英格蘭默西賽德郡聖海倫斯創立，前身為「聖海倫皇冠玻璃公司」（St Helens Crown Glass Company）。

## 历史
1845年，被皮爾金頓兄弟入主，故此在1894年更名為「皮爾金頓兄弟有限公司」 。
現時業務是生產及銷售各類行業浮法玻璃產品，當時股份在1970年於倫敦證券交易所上市，直至2005年，被日本財團住友集團旗下日本板硝子，以18億英鎊或每股165便士進行收購，在歐盟委員會通過無壟斷後，2006年6月正式交易完成，自此成為旗下一分子。

## 策略
在2005年，持有以「江蘇玻璃集團」的中國玻璃控股有限公司9.9%股權。

## 連結
- 官方网站
- Official UK site （页面存档备份，存于）

Template:玻璃制造商和品牌